# Kampučská lidová republika
Kampučská lidová republika byl název dnešní Kambodže v letech 1979–93, kdy Kambodžu okupovala vietnamská armáda. De facto se jednalo o loutkový stát Vietnamu, kde po svržení Rudých Khmerů byla u moci vláda, podřízená Vietnamu.